# تيم بوند
تيم بوند (بالإنجليزية: Tim Bond)‏ هو لاعب اتحاد الرغبي نيوزلندي، ولد في 25 أكتوبر 1989 في كرايستشرش في نيوزيلندا.

## وصلات خارجية
- تيم بوند على موقع ItsRugby.co.uk (الإنجليزية)